# Pink Memory
Pink Memory là full album phòng thu thứ hai của nhóm nhạc nữ Hàn Quốc Apink. Nó được phát hành vào ngày 16 tháng 7 năm 2015. Bài hát chủ đề, "Remember", được sử dụng để quảng bá album.

## Phát hành và quảng bá
Album được phát hành vào ngày 16 tháng 7 năm 2015.
Hoạt động quảng bá cho "Remember" bắt đầu vào ngày 16 tháng 7 năm 2015 trên Music Bank. Bài hát cũng được quảng bá trên các chương trình, The Show, M! Countdown, Music Core và Inkigayo.

## Các phiên bản
Album được phát hành với 2 phiên bản: Phiên bản RED và Phiên bản WHITE.

## Đĩa đơn
Đĩa đơn đầu tiên của album, "Promise U", được phát hành dưới dạng trực tuyến vào ngày 19 tháng 4 năm 2015.
Bài hát chủ đề, "Remember", được phát hành vào ngày 16 tháng 7 năm 2015. Bài hát được viết lời và sản xuất bởi Shinsadong Tiger.
Đĩa đơn thứ hai, "Petal", được phát hành vào ngày 3 tháng 8 năm 2015.

## Danh sách bài hát
| Digital download | Digital download              | Digital download              | Digital download              | Digital download          | Digital download |
| STT              | Nhan đề                       | Phổ lời                       | Phổ nhạc                      | Arrangement               | Thời lượng       |
| ---------------- | ----------------------------- | ----------------------------- | ----------------------------- | ------------------------- | ---------------- |
| 1.               | "Remember"                    | Shinsadong Tiger, Beom & Nang | Shinsadong Tiger, Beom & Nang | Shinsadong Tiger, GnO     | 3:54             |
| 2.               | "Perfume"                     | G-High, Kim Yu-seok           | G-High, Kim Yu-seok           | G-High, Kim Yu-seok       | 3:04             |
| 3.               | "Attracted to U" (끌려)       | Marco                         | Marco                         | Marco                     | 3:43             |
| 4.               | "Déjà vu"                     | Park Cho-rong                 | Choi Yong-chan                | Choi Yong-chan            | 3:42             |
| 5.               | "Petal" (꽃잎점)              | Beom & Nang                   | Beom & Nang                   | Beom & Nang               | 3:36             |
| 6.               | "What a Boy Wants"            | Oh Ha-young, AK47             | Han Sang-won                  | Han Sang-won              | 3:30             |
| 7.               | "I Do"                        | Nikel, Wiidope                | Nikel, Wiidope                | Nikel, Wiidope            | 3:28             |
| 8.               | "A Wonderful Love" (신기하죠) | Playing Child, ZigZagNote     | Playing Child, ZigZagNote     | Playing Child, ZigZagNote | 4:11             |
| 9.               | "Remember" (Instrumental)     |                               | Shinsadong Tiger              | Shinsadong Tiger          | 3:54             |
| 10.              | "Promise U" (새끼손가락)      | Jung Eun-ji, Beom & Nang      | Jung Eun-ji, Beom & Nang      | Jung Eun-ji, Beom & Nang  | 3:44             |
| Tổng thời lượng: | Tổng thời lượng:              | Tổng thời lượng:              | Tổng thời lượng:              | Tổng thời lượng:          | 36:46            |

## Xếp hạng
| Bảng xếp hạng    | Vị trí cao nhất |
| ---------------- | --------------- |
| Gaon album chart | 2               |

### Doanh số và chứng nhận
| Nhà cung cấp (2015-1/2017) | Số lượng |
| -------------------------- | -------- |
| Gaon physical sales        | 100.000+ |